# RCW 50
RCW 50 è una nebulosa a emissione visibile nella costellazione australe della Carena.
Si osserva nella parte nordoccidentale della costellazione, a cavallo del confine con le Vele e poco a nord dall'ammasso aperto NGC 3293; è situata sul bordo nordoccidentale della brillante regione dell'Arco della Carena, sul Braccio del Sagittario e appare come una nebulosa non molto appariscente e di piccole dimensioni, fotografabile attraverso un telescopio. La sua declinazione è fortemente australe e ciò comporta che dalle regioni boreali la sua osservazione sia possibile solo a partire dalle regioni temperate più meridionali; dall'emisfero australe invece è osservabile per quasi tutte le notti dell'anno e risulta persino circumpolare dalle latitudini temperate. Il periodo migliore per la sua osservazione nel cielo serale è compreso fra i mesi di febbraio e giugno.
Si tratta di una regione H II di modeste dimensioni, ionizzata probabilmente da quattro stelle di classe spettrale B, fra le quali spicca la gigante brillante blu HD 90615, di classe B0II; secondo alcuni studi, la distanza della nube sarebbe pari a 2870±120 parsec (9356±391 anni luce), dunque nella stessa regione dei grandi filamenti nebulosi visibili ad est della Nebulosa della Carena (RCW 54) e connessi all'estesa associazione OB nota come Carina OB2. Tuttavia, secondo altri studiosi RCW 50 si troverebbe a una distanza nettamente superiore, fino a 5100 parsec (oltre 16600 anni luce), venendo così a trovarsi in una regione intermedia fra la Nebulosa della Carena (e Carina OB2) e i grandi complessi nebulosi di Gum 35 e NGC 3603, situati in un settore remoto del Braccio del Sagittario. Gli studi di Avedisova considerano questa nebulosa come una regione di formazione stellare (SFR 284.22+0.35 o Avedisova 2316).